# Jacques Gubler
Jacques Gubler, né à Nyon, le 28 décembre 1940 est un historien de l’art.
Membre associé de la FAS, Fédération des architectes suisses, à titre d’historien de l’architecture.

## Biographie
Jacques Gubler étudie à l'Université de Lausanne, où il est formé par Enrico Castelnuovo, puis poursuit sa spécialisation en histoire de l'architecture sous l'égide de en:James F. O'Gorman à l'Université de Pennsylvanie à Philadelphie. Il s'ensuivra un doctorat en histoire de l'art à l'Université de Lausanne, présenté en 1975.
En 1984, il est appelé à enseigner l'histoire de l'architecture a l'École polytechnique fédérale de Lausanne, quittant un poste de professeur invité au New Jersey Institute of Technology, Newark. En 1999, il intègre le corps enseignant de l’école d'architecture de l'Université de la Suisse italienne à Mendrisio.

## Recherches
- Architecture moderne, XIXe, XXe, XXIe siècles[4].
- Problématique de l’inventaire architectural[5].

## Contributions diverses
Georg Germann, promoteur du programme INSA financé par le FNSRS, associe Jacques Gubler à l'équipe de recherche. L'acronyme INSA signifie Inventaire Suisse d'Architecture, 1850-1920 et porte sur 40 villes. Jacques Gubler travaille les inventaires de Lausanne, Genève, Fribourg, La Chaux-de-Fonds.
En 1982, Jacques Gubler intègre la rédaction de Casabella dirigée par Vittorio Gregotti.
Il est responsable de la rubrique Cartolina. La Casabelle de Vittorio Gregotti est active de 1982 à 1995.

## Publications
- Nationalisme et internationalisme dans l’architecture moderne de la Suisse[8],[9]
- Nazionalismo e internazionalismo dell’architettura moderna in Svizzera[10].
- Motion, Émotions, Thèmes d’histoire et d’architecture[11]
- Motion, émotions, Architettura, movimento e percezione[12].
- Cara Signora Tosoni, Le Cartoline di Casabella 1982-1996[13].
- Dear Signora Tosoni, Postcards to Casabella, 1982-1995[14].
- Jean Tschumi, Architecture échelle grandeur[15].
- Jean Tschumi, Architecture at Full Scale[16].
- Architettura dell’indelebile, Due memoriali della Shoah, Milano e Drancy[17].

Traduction de l’allemand
- Vitruve et le vitruvianisme, Introduction à l’histoire de la théorie architecturale. Traduction de Georg Germann Einführung in die Geschichte der Architekturtherorie[18].

Préfaces
- Gwenael Delhumeau, L’invention du béton armé, Hennebique 1890-1914[19].
- Claude Schnaidt, Autrement dit : écrits 1950-2001[20].
- André Tavares, Arquitectura Antituberculose, Trocas e Tráficos na Construção Terapêutica Entre Portugal e Suíça[21].
- Alan Colquhoun, L’architecture moderne[22].
- Georg Germann, Aux origines du patrimoine bâti[23].